# Agelena tungchis
Agelena tungchis là một loài nhện trong họ Agelenidae.
Loài này thuộc chi Agelena. Agelena tungchis được Lee miêu tả năm 1998.